# Mount Luyendyk
Mount Luyendyk ist ein 802 m hoher Berg im westantarktischen Marie-Byrd-Land. In den Ford Ranges ragt er im westlichen Abschnitt der Fosdick Mountains als nördlicher Teil des Massivs von Mount Iphigene 4 km südlich des Thompson Ridge zwischen dem Marujupu Peak und den Birchall Peaks auf. 
Das Advisory Committee on Antarctic Names benannte ihn 2016 nach dem Biophysiker und Ozeanographen Bruce P. Luyendyk (* 1943) von der University of California, Santa Barbara, der über 25 Jahre an wissenschaftlichen Erkundungen insbesondere im Gebiet des Rossmeers beteiligt war.